# 홍사용
홍사용(洪思容, 1900년 5월 17일~1947년 1월 7일)은 일제 강점기의 시인, 극작가, 수필가이다. 본관은 남양(南陽)이다.

## 생애
호는 노작(露雀), 소아(笑亞), 백우(白牛)이다. 경기도 화성에서 출생하여 지난날 한때 경기도 수원에서 잠시 유아기를 보낸 적이 있고 훗날 경기도 용인에서 성장하였으며 경성 휘문고등보통학교를 졸업하였다.
민족주의적 의식을 갖고 있던 낭만파 시인으로 평가된다. 극단 토월회와 산유화회에서 희곡 창작 활동도 하였다.
항일 시인으로 분류되는 이육사, 윤동주, 이상화 등을 제외하면 일제강점기 후반에 대부분이라 할 만큼 많은 시인들이 친일 작품을 남기게 되는데, 홍사용은 이 시기에도 친일시를 창작하거나 친일 활동을 하지 않은 시인 중 한 명이다.
작품으로는 〈나는 왕이로소이다〉가 잘 알려져 있다.

## 사후
1984년 5월 26일 홍사용의 고향에 있는 그의 무덤 옆에 시비가 세워졌다. 2002년에는 그의 문학정신을 기리기 위해 경기도문학인과 화성시 문학인 인사들이 주도해 노작문학상이 만들어졌다.

## 같이 보기
- 노작문학상

## 참고 문헌
- 《중부일보》 (2000.6.10) 노작 홍사용 탄생 100주년 기념문학제[깨진 링크(과거 내용 찾기)]